# Вологодский государственный технический университет
Вологодский государственный технический университет (ВоГТУ) — крупнейший технический вуз города Вологды и Вологодской области до 2013 года. По версии рейтингового агентства «Эксперт» входил в топ-100 российских вузов. 24 октября 2013 года переименован в Вологодский государственный университет.

## История
История университета восходит к 1966 году, когда в Вологде был открыт общетехнический факультет Северо-Западного заочного политехнического института (СЗПИ). На факультете была только вечерняя и заочная форма обучения. В 1967 г. факультет был реорганизован в вологодский филиал СЗПИ. В филиале числилось всего 2 факультета:
- факультет дневного обучения,
- факультет вечернего и заочного обучения.

В 1975 году по предложению вологодского облисполкома вологодский филиал СЗПИ преобразован в Вологодский политехнический институт (ВПИ). В 1986 году на базе череповецкого филиала СЗПИ был открыт череповецкий филиал ВПИ, который просуществовал до 1993 года, когда был преобразован в Череповецкий государственный индустриальный институт. В том же 1986 году при институте открылся санаторий-профилакторий «Политехник». В 1999 году ВПИ получил высший аккредитационный статус и стал университетом. С тех пор он стал называться Вологодским государственным техническим университетом (ВоГТУ). В 2001 году был вновь открыт череповецкий филиал, в котором обучалось порядка 1,5 тысячи студентов. В 2004 году в университете обучались 3500 студентов дневной формы обучения, 2000 студентов факультета заочного обучения, более 300 студентов среднетехнического факультета, около 100 аспирантов. В 2011 году университет полностью перешёл на двухуровневую систему.
В ноябре 2012 года во время проверки эффективности вузов Министерством образования и науки сам вуз был признан эффективным, а череповецкий филиал — напротив, попал в список неэффективных. Согласно рейтингу агентства «Эксперт», который был составлен практически одновременно и содержал порядка 40 критериев градации, ВоГТУ попал в топ-100 российских вузов, расположившись на 91 месте.

В декабре 2012 года областное правительство и Министерство образования и науки приняли решение объединить ВоГТУ и ВГПУ в единый классический университет. Новый вуз должен был финансироваться из федерального бюджета. 28 августа 2013 года приказом Министерства образования и науки №1001 ВоГТУ был реорганизован путём присоединения Вологодского государственного педагогического университета в качестве структурного подразделения. 24 октября 2013 года был издан приказ Министерства образования и науки №1182 о переименовании ВоГТУ в Вологодский государственный университет. Само переименование было произведено 14 ноября 2013 года.

## Структура
Вологодский государственный технический университет на сегодняшний момент состоит из 8 факультетов.
Электроэнергетический факультет (ЭЭФ)
Образован в апреле 1971 году и наряду с механико-технологическим является старейшим факультетом ВоГТУ. В его состав входили следующие кафедры:
- кафедра электроснабжения
- кафедра управляющих и вычислительных систем
- кафедра электрооборудования
- кафедра биомедицинской техники
- кафедра автоматики и вычислительной техники
- кафедра информационных систем и технологий

На факультете велась подготовка бакалавров по направлениям:
- 140400 «Электроэнергетика и электротехника». Профили:
  - Электроснабжение.
  - Электропривод и автоматика.
  - Электрооборудование и электрохозяйство предприятий, организаций и учреждений.
- 201000 «Биотехнические системы и технологии». Профиль: Инженерное дело в медико-биологической практике.
- 220400 «Управление в технических системах». Профиль: Управление и информатика в технических системах.
- 230100 «Информатика и вычислительная техника». Профили:
  - Вычислительные машины, комплексы, системы и сети.
  - Программное обеспечение средств вычислительной техники и автоматизированных систем.
- 230400 «Информационные системы и технологии». Профиль: Информационные системы и технологии.
- 231000 «Программная инженерия». Профиль: Разработка программно-информационных систем.

И магистров по направлениям:
- 140400 «Электроэнергетика и электротехника». Программы:
  - Автоматизированные электромеханические комплексы и системы.
  - Режимы работы электрических источников питания, подстанций, сетей и систем.
  - Электроснабжение.
- 230100 «Информатика и вычислительная техника». Программы:
  - Распределенные автоматизированные системы.
  - Автоматизированные системы научных исследований и комплексных испытаний.
- 230400 «Информационные системы и технологии». Программа: Мультимедиа технологии.
- 220400 «Управление в технических системах». Программа: Автоматизация технологических процессов и производств.

Факультет производственного менеджмента и инновационных технологий (ФПМиИТ)
Наряду с электроэнергетическим являлся старейшим факультетом ВоГТУ. В 1971—1997 годах назывался механико-технологическим, в 1997—2010 годах — факультетом промышленного менеджмента, с конца 2010 года — факультетом производственного менеджмента и инновационных технологий. В его состав входили следующие кафедры:
- кафедра технологии машиностроения
- кафедра технологии и оборудования автоматизированных производств
- кафедра автомобилей и автомобильного хозяйства
- кафедра управления инновациями и организации производства
- кафедра теории и проектирования машин и механизмов
- кафедра безопасности жизнедеятельности и промышленной экологии

Сейчас на ФПМиИТ велась подготовка бакалавров по направлениям:
- 151000 «Технологические машины и оборудование». Профиль: Машины и оборудование лесного комплекса.
- 151900 «Конструкторско-технологическое обеспечение машиностроительных производств». Профили:
  - Технология машиностроения.
  - Металлообрабатывающие станки и комплексы.
- 190600 «Эксплуатация транспортно-технологических машин и комплексов». Профиль: Автомобили и автомобильное хозяйство.
- 220700 «Автоматизация технологических процессов и производств». Профиль: Автоматизация технологических процессов и производств.
- 080200 «Менеджмент». Профиль: Инновационный менеджмент.
- 222000 «Инноватика». Профиль: Инновации и управление интеллектуальной собственностью.

И магистров по направлениям:
- 150700 «Машиностроение». Программа: Технология машиностроения.
- 220700 «Автоматизация технологических процессов и производств». Программа: Автоматизация конструкторско-технологической подготовки машиностроительного производства.
- 080200 «Менеджмент». Программа: Инновационный менеджмент.

Кроме этого на факультете на договорной основе велась подготовка по следующим дополнительным программам высшего профессионального образования:
- второго высшего экономического образования;
- параллельного высшего экономического образования;
- сокращенным программам инженерного и экономического профиля.

Инженерно-строительный факультет (ИСФ)
Основанный в 1972 году, являлся одним из старейших факультетов университета. В состав факультета входили следующие кафедры:
- кафедра архитектуры и градостроительства
- кафедра промышленного и гражданского строительства
- кафедра теплогазоснабжения и вентиляции
- кафедра автомобильных дорог[11]
- кафедра городского кадастра и геодезии
- кафедра начертательной геометрии и графики
- кафедра сопротивления материалов

Факультет вёл подготовку бакалавров по направлениям:
- 270800 «Строительство». Профили:
  - Промышленное и гражданское строительство.
  - Городское строительство и хозяйство.
  - Теплогазоснабжение и вентиляция.
  - Автомобильные дороги и аэродромы.
- 140100 «Теплоэнергетика и теплотехника». Профиль: Промышленная теплоэнергетика.
- 270100 «Архитектура». Профиль: Архитектурное проектирование.
- 072200 «Реставрация». Профиль: Реставрация памятников архитектуры и архитектурной среды.

И магистров по направлениям:
- 270800 «Строительство». Программы:
  - Теория и проектирование зданий и сооружений.
  - Теплогазоснабжение населенных мест и предприятий.
- 140100 «Теплоэнергетика и теплотехника». Программа: Технология производства электрической и тепловой энергии.

Факультет экологии (ФЭ)
Своё название получил в 2000 г., до этого в 1977-2000 назывался гидротехническим.
В его состав входили следующие кафедры:
- кафедра водоснабжения и водоотведения.
- кафедра геоэкологии и инженерной геологии.
- кафедра городского кадастра и геодезии.
- кафедра комплексного использования и охраны природных ресурсов.
- кафедра химии.

На факультете велась подготовка бакалавров по направлениям:
- 120700 «Землеустройство и кадастры». Профиль: Городской кадастр.
- 270800 «Строительство». Профиль: Водоснабжение и водоотведение.
- 280100 «Природообустройство и водопользование». Профиль: Комплексное использование и охрана водных ресурсов.
- 280700 «Техносферная безопасность». Профиль: Защита в чрезвычайных ситуациях.
- 022000 «Экология и природопользование». Профиль: Природопользование.

И магистров по направлениям:
- 270800 «Строительство». Программы:
  - Водоснабжение городов и промышленных предприятий.
  - Водоснабжение и очистка сточных вод.
- 022000 «Экология и природопользование». Программа: Глобальные экологические проблемы.

Экономический факультет (ЭФ)
Образованный в 1994 году, являлся одним из самых молодых факультетов ВоГТУ. В состав факультета входили следующие кафедры:
- кафедра экономики и менеджмента
- кафедра менеджмента
- кафедра финансов и кредита
- кафедра бухгалтерского учёта и аудита
- кафедра экономико-математического моделирования
- кафедра экономической теории и национальной экономики

Экономический факультет вёл подготовку бакалавров по направлениям:
- 080100 «Экономика». Профили:
  - Финансы и кредит.
  - Бухгалтерский учёт, анализ и аудит.
  - Экономика предприятий и организаций.
- 080200 «Менеджмент». Профили:
  - Производственный менеджмент.
  - Управление малым бизнесом.
  - Финансовый менеджмент.
  - Логистика.
- 081100 «Государственное и муниципальное управление». Профиль: Государственное и муниципальное управление.

И магистров по направлениям:
- 080100 «Экономика». Программа: Математические методы анализа экономики.
- 080200 «Менеджмент». Программа: Производственный менеджмент.

Гуманитарный факультет (ГФ)
Являлся самым молодым факультетом ВоГТУ. Был создан в сентябре 2000 года. В его состав входили следующие кафедры:
- кафедра социально-гуманитарных наук. Состоит из трёх секций:
  - секция отечественной истории
  - секция психологии и педагогики
  - секция социологии и политологии
- кафедра социально-культурного сервиса и туризма
- кафедра иностранных языков
- кафедра физического воспитания
- кафедра философии и права
- кафедра лингвистики и межкультурной коммуникации

Велась подготовка бакалавров по направлениям:
- 040100 «Социология». Профиль: Социология организаций и управления.
- 080200 «Менеджмент». Профиль: Управление человеческими ресурсами.
- 100400 «Туризм». Профиль: Технология и организация туроператорских и турагентских услуг.
- 035700 «Лингвистика». Профиль: Перевод и переводоведение.

И магистров по направлению 080200 «Менеджмент», программа — Менеджмент в социальной сфере.
Факультет заочного и дистанционного обучения (ФЗДО)

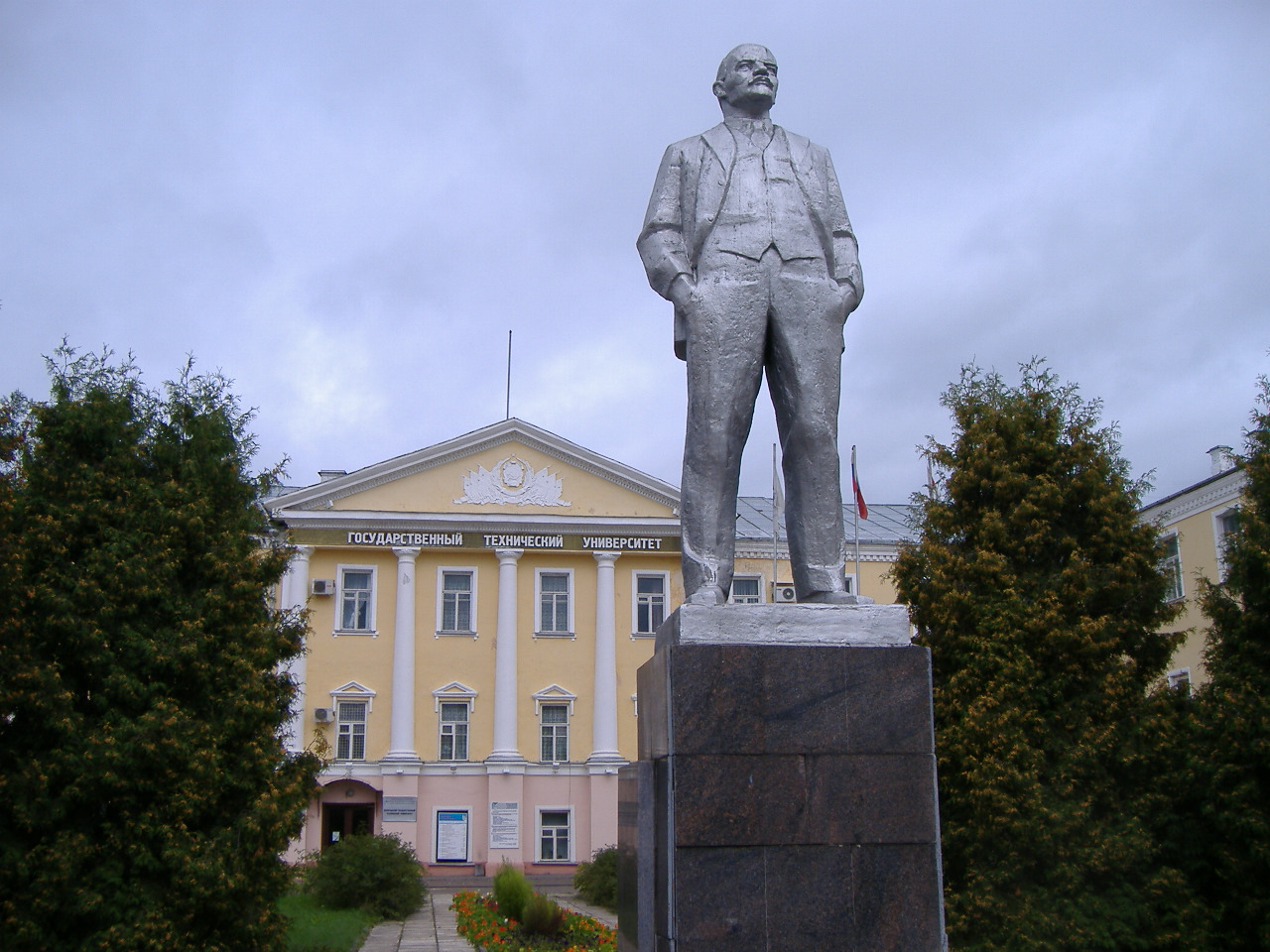
Статуя Ленина у корпуса № 5 (административного) ВоГТУ

Был образован в 1973 году и до 2002 года именовался как факультет вечернего и заочного обучения. Объединял в себе заочные и вечерние отделения всего университета. Факультет вёл подготовку по 10 направлениям бакалавриата:
- 270800 «Строительство». Профили:
  - Промышленное и гражданское строительство.
  - Водоснабжение и водоотведение.
- 151900 «Конструкторско-технологическое обеспечение машиностроительных производств». Профиль: Технология машиностроения.
- 140400 «Электроэнергетика и электротехника». Профили:
  - Электроснабжение.
  - Электрооборудование и электрохозяйство предприятий, организаций и учреждений.
  - Электропривод и автоматика.
- 230100 «Информатика и вычислительная техника». Профиль: Вычислительные машины, комплексы, системы и сети.
- 230400 «Информационные системы и технологии». Профиль: Информационные системы и технологии.
- 190600 «Эксплуатация транспортно-технологических машин и комплексов». Профиль: Автомобили и автомобильное хозяйство.
- 080100 «Экономика». Профили:
  - Финансы и кредит.
  - Бухгалтерский учёт, анализ и аудит.
  - Экономика предприятий и организаций.
- 080200 «Менеджмент». Профили:
  - Производственный менеджмент.
  - Управление малым бизнесом.
- 081100 «Государственное и муниципальное управление». Профиль: Государственное и муниципальное управление.
- 280100 «Природообустройство и водопользование». Профиль: Комплексное использование и охрана водных ресурсов.

Среднетехнический факультет
Был образован на базе Вологодского филиала Ленинградского физико-механического техникума им. С. А. Зверева, который был открыт в Вологде в августе 1979 года. В 1989 году техникум переведён на баланс Вологодского политехнического института (ВПИ). С 1990 года техникум был преобразован в среднетехнический факультет ВПИ (с 1999 года — ВоГТУ). Факультет реализовывал программы среднего профессионального образования по следующим специальностям:
- 080110 «Экономика и бухгалтерский учет (по отраслям)». Квалификация выпускника — бухгалтер.
- 080113 «Страховое дело (по отраслям)». Квалификация выпускника — специалист страхового дела.
- 230101 «Вычислительные машины, комплексы, системы и сети». Квалификация выпускника — техник.

В 2009 году факультет был ликвидирован и присоединён к Машиностроительному техникуму.
Машиностроительный техникум
В 2008 году к ВоГТУ был присоединён Вологодский машиностроительный техникум. До этого он являлся самостоятельным учебным учреждением среднего специального образования. Сам техникум был основан в 1967 году с целью подготовки кадров для ГПЗ-23. В 2009 году к Машиностроительному техникуму присоединен среднетехнический факультет ВоГТУ. Техникум вёл подготовку по следующим специальностям:
- 080110 «Экономика и бухгалтерский учёт»
- 080302 «Коммерция»
- 151001 «Технология машиностроения»
- 150411 «Монтаж и техническая эксплуатация промышленного оборудования»
- 190604 «Техническое обслуживание и ремонт автомобильного транспорта»
- 230102 «Автоматизированные системы обработки информации и управления»
- 080110 «Экономика и бухгалтерский учет (по отраслям)».
- 080113 «Страховое дело (по отраслям)».
- 230101 «Вычислительные машины, комплексы, системы и сети».

## Учебные корпусы
| Здание                  | Адрес              | Расположенные в нём структуры университета | Фото |
| ----------------------- | ------------------ | --- | ---- |
| Корпус № 1, «стекляшка» | Галкинская, 3      | - Факультет производственного менеджмента и инновационных технологий - Факультет экологии - Гуманитарный факультет - Факультет заочного и дистанционного обучения |      |
| Корпус № 2              | Галкинская, 1      | - Электроэнергетический факультет |      |
| Корпус № 3              | Гагарина, 81       | - Инженерно-строительный факультет - Экономический факультет |      |
| Корпус № 4, «школа»     | Предтеченская, 20  | |      |
| Корпус № 5              | Ленина, 15         | - ректорат - администрация университета |      |
| Корпус № 6, «техникум»  | Проспект Победы, 2 | - Среднетехнический факультет |      |
| Спортивный корпус       | Зосимовская, 4     | |      |